# 卡斯蒂永-德拉布斯特
卡斯蒂永-德拉布斯特（法語：Castillon-de-Larboust）是法国上加龙省的一个市镇，属于圣戈当斯区（Saint-Gaudens）和巴涅尔德吕雄县（Bagnères-de-Luchon）。该市镇总面积20.67平方公里，2009年时的人口为66人。

## 人口
卡斯蒂永-德拉布斯特人口变化图示